# PRESS TV
Press TV（プレスティーヴィー）は、イランの国営（イランには憲法で禁じられているため民間放送が存在しない）英語ニューステレビチャンネル。2007年7月2日に設立された。世界のニュースを配信するウェブサイトも開設している。
イラン国営放送国外事業局の立ち上げたメディアではあるが、イラン政府のスポークスマンではないとしている。

## 概要

### ヘイトスピーチの発信
Press TVは女性の権利とLGBTQ+への反対、反ユダヤ主義的な陰謀論の発信で大きな影響力がある。
Press TVのYouTubeアカウントは反イスラエル的な性質を理由に削除された。

### イギリスにおける放送免許取り消し
2012年、イギリスのOfcomはPress TVでの強制自白の放送を問題視し、同国における放送免許を取り消した。

### ドメイン差し押さえ
2021年6月、presstv.comが偽情報を発信しているとして、アメリカによりドメインを差し押さえられた。Press TVはpresstv.irに移転し、数時間後に放送を再開した。